# Harry Mallin
Henry William Mallin (Londen, 1 juni 1892 - aldaar, 8 november 1969) was een Brits bokser. Hij werd olympisch kampioen in de middengewichtklasse op de Olympische Spelen van 1920 en won 4 jaar later weer het goud op de Olympische Spelen van 1924. Zo werd hij de eerste Brit ooit die een Olympische titel succesvol wist te verdedigen. Ook won hij 5x het Britse amateur kampioenschap van de Amateur Boxing Association. 
In 1936 en 1952 was hij de coach van het Britse Olympische boksteam. Zijn jongere broer Fred Mallin was ook een bokser en nam deel aan de Olympische Spelen van 1932. 

## Erelijst

### Olympische Spelen
- 1920 in Antwerpen, België (−72.6 kg)
- 1924 in Parijs, Frankrijk (−72.6 kg)

1904: Charles Mayer ·
1908: John Douglas ·
1920: Harry Mallin ·
1924: Harry Mallin ·
1928: Piero Toscani ·
1932: Carmen Barth ·
1936: Jean Despeaux ·
1948: László Papp ·
1952: Floyd Patterson ·
1956: Gennadi Sjatkov ·
1960: Eddie Crook ·
1964: Valeri Popentsjenko ·
1968: Chris Finnegan ·
1972: Vjatsjeslav Lemesjev ·
1976: Michael Spinks ·
1980: José Gómez ·
1984: Shin Joon-sup ·
1988: Henry Maske ·
1992: Ariel Hernández ·
1996: Ariel Hernández ·
2000: Jorge Gutiérrez ·
2004: Gaidarbek Gaidarbekov ·
2008: James DeGale ·
2012: Ryōta Murata ·
2016: Arlen López ·
2020: Hebert Conceição ·
2024: Oleksandr Chyzjnjak